# Mocsári csorbóka
A mocsári csorbóka (Sonchus palustris) az őszirózsafélék családjába tartozó, Eurázsiában honos, mocsarakban, vízpartokon élő növényfaj. 

## Megjelenése
A mocsári csorbóka 100-150 (350) cm magas, lágyszárú, évelő növény. Sűrű csoportokban nő, sérülésre fehér tejnedvet ereszt. Töve megkeményedett, többé-kevésbé fás. 1-3 cm vastag szára egyenes, felálló, belül üreges. Alsó levelei nagyok, lándzsásak, szárölelők, vállai nyilazottak, élük mélyen vagy sekélyebben karéjos, a karéjok megnyúlt háromszögletűek, néha maguk is lándzsásak lehetnek. A felső levelek jóval kisebbek, élei finoman fűrészesek, kis tüskékkel. A másod- és harmadrendű erek is fehéresen látszanak.  
Virágzata laza álernyő. A virágok csak nyelves virágocskákat tartalmaznak, a nyelvek halványsárgák, hosszuk kb. megegyezik a csövecskéével. A virágok szára és csészelevelei sűrűn szőrösek-mirigyesek. 
Termése megnyúlt ovális, barna, hosszában bordázott, 3,5-4 mm-es kaszattermés, 7-9 fehér repítőszőrrel. 
Kromoszómaszáma 2n = 18. 

## Elterjedése és termőhelye
Eurázsiában honos, az Ibériai-félszigettől Nyugat-Szibériáig. Észak-Amerikában Kanada Ontario államába behurcolták, inváziós fajnak minősül. Magyarországon főleg a dombvidékeken és a középhegységekben elterjedt, az Alföldön ritka.
Nádasok, mocsárrétek, magaskórósok, magassásosok, üde gyomtársulások lakója.
Júniustól októberig virágzik. Télen a szára elfagy.  
Magyarországon védett, természetvédelmi értéke 5000 Ft. 

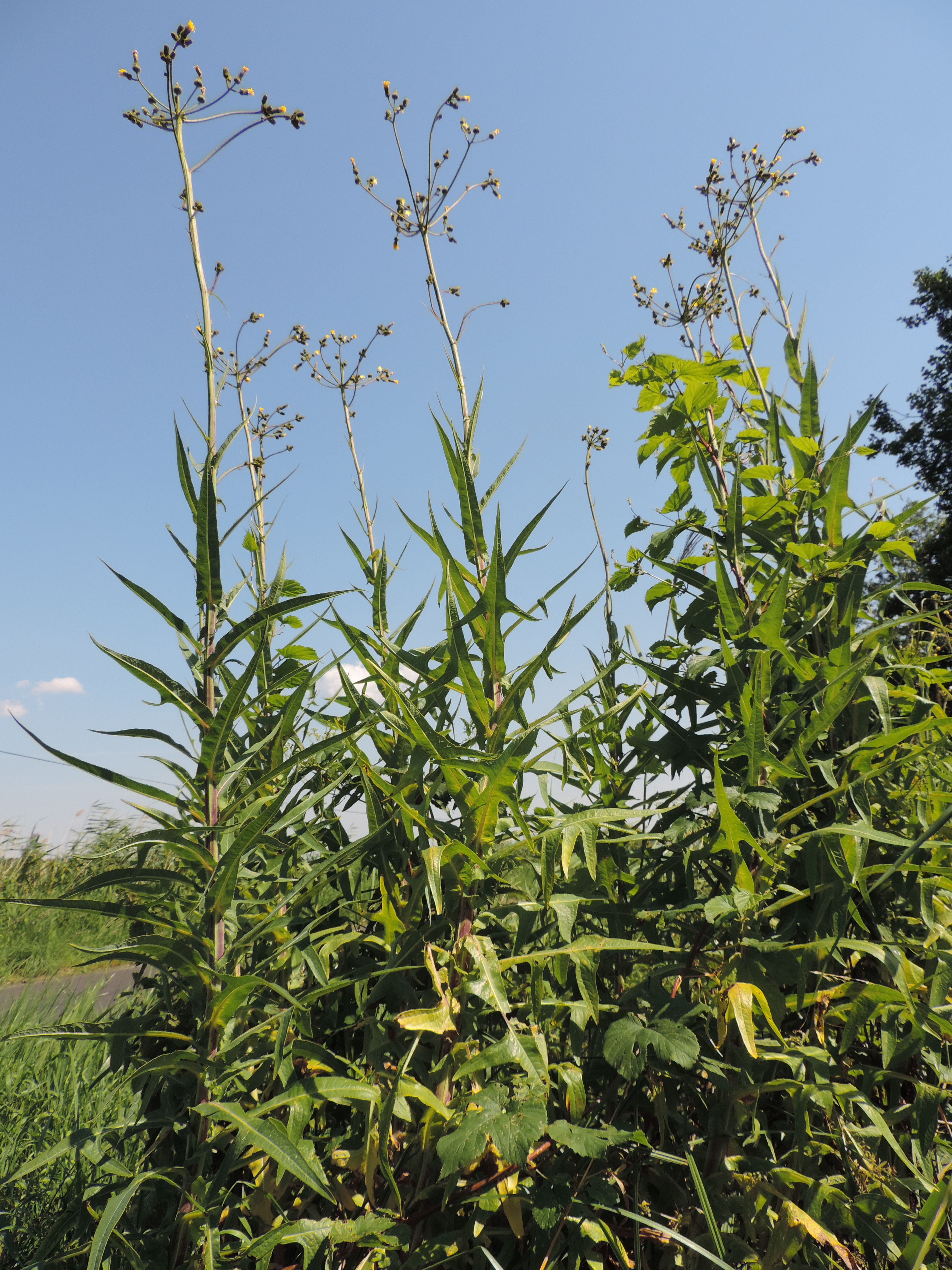
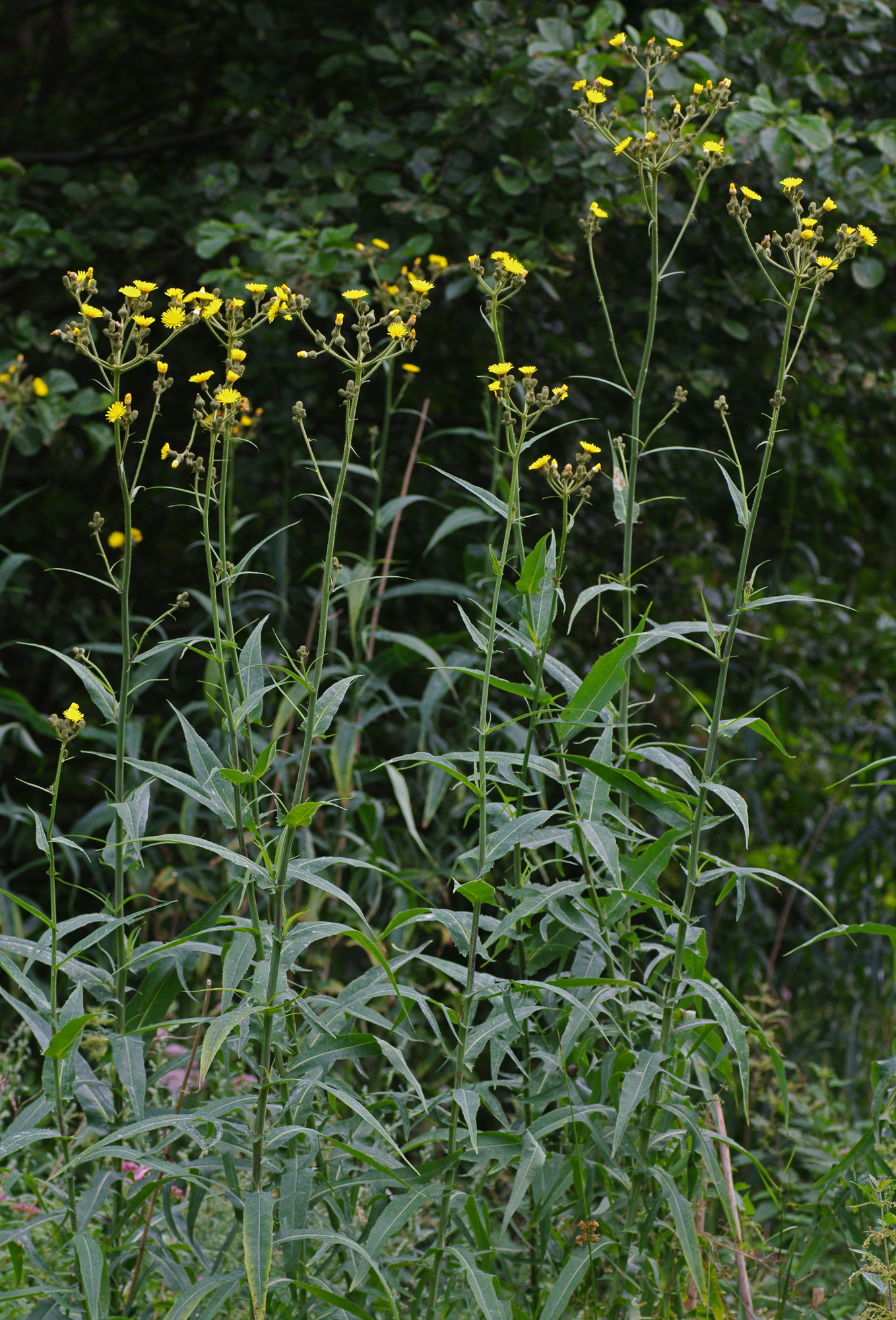
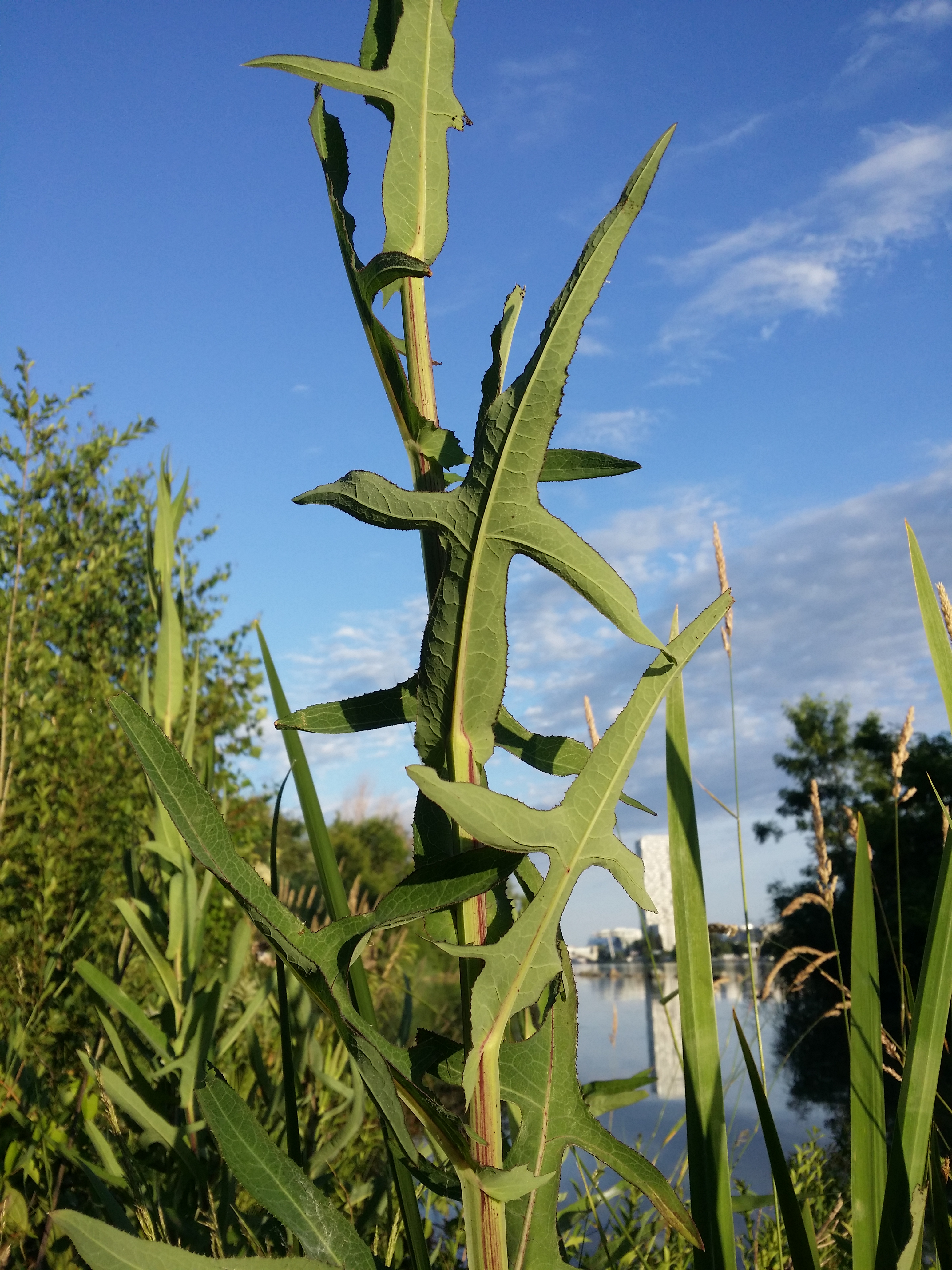
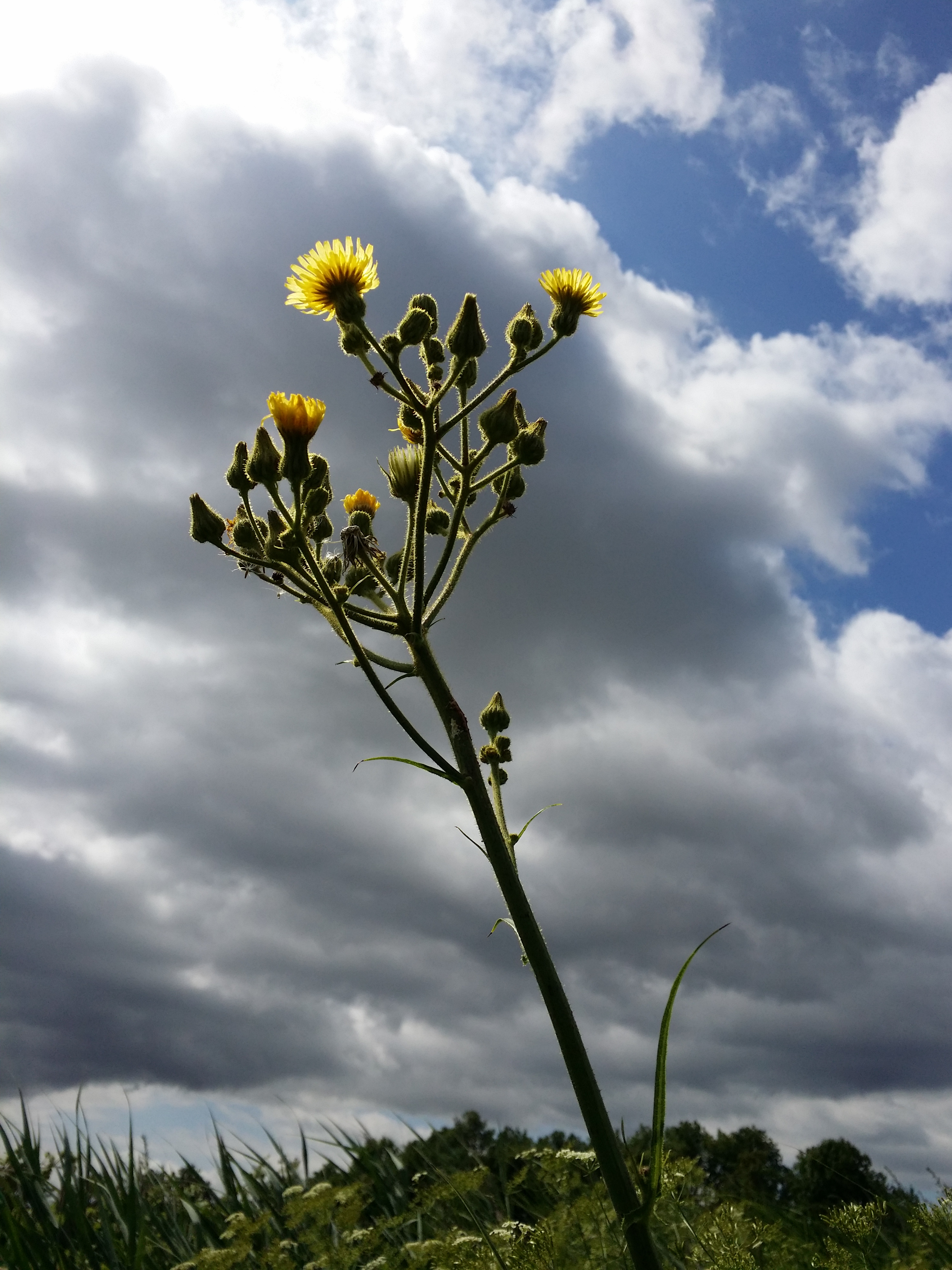
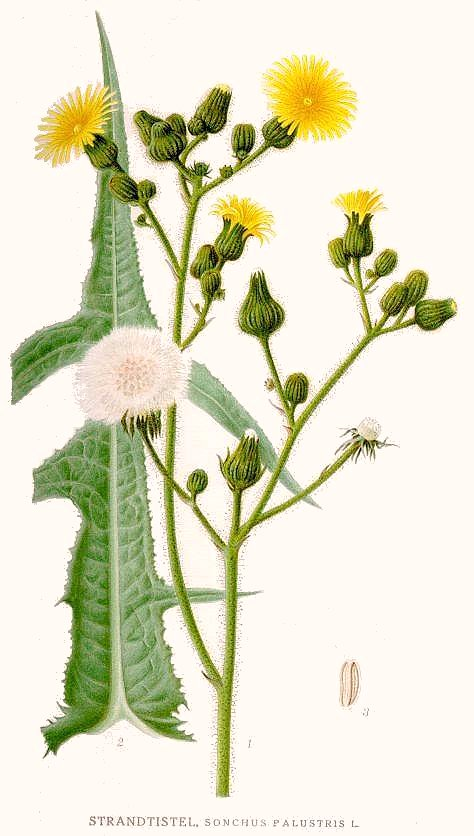